# Gobō

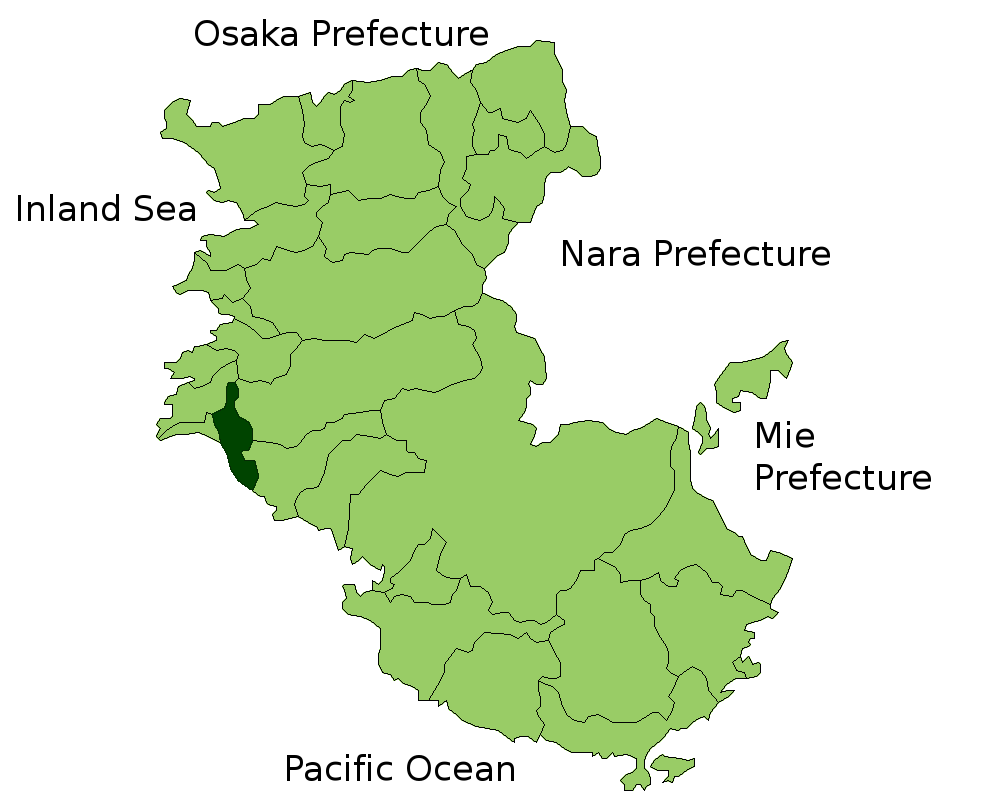

Gobō (御坊市 Gobō-shi?) este un municipiu din Japonia, prefectura Wakayama.